# Jakob Blöchl
Jakob Blöchl (srpen 1820 Wolfstein, Bavorsko – 26. června 1879 Plzeň) byl bavorský sládek, v letech 1850 až 1879 vrchní sládek v Měšťanském pivovaru (Plzeňský Prazdroj) vařícího pivo plzeňského typu. Ve své době se jednalo o jednoho z nejváženějších a nejbohatších obyvatel města.

## Životopis

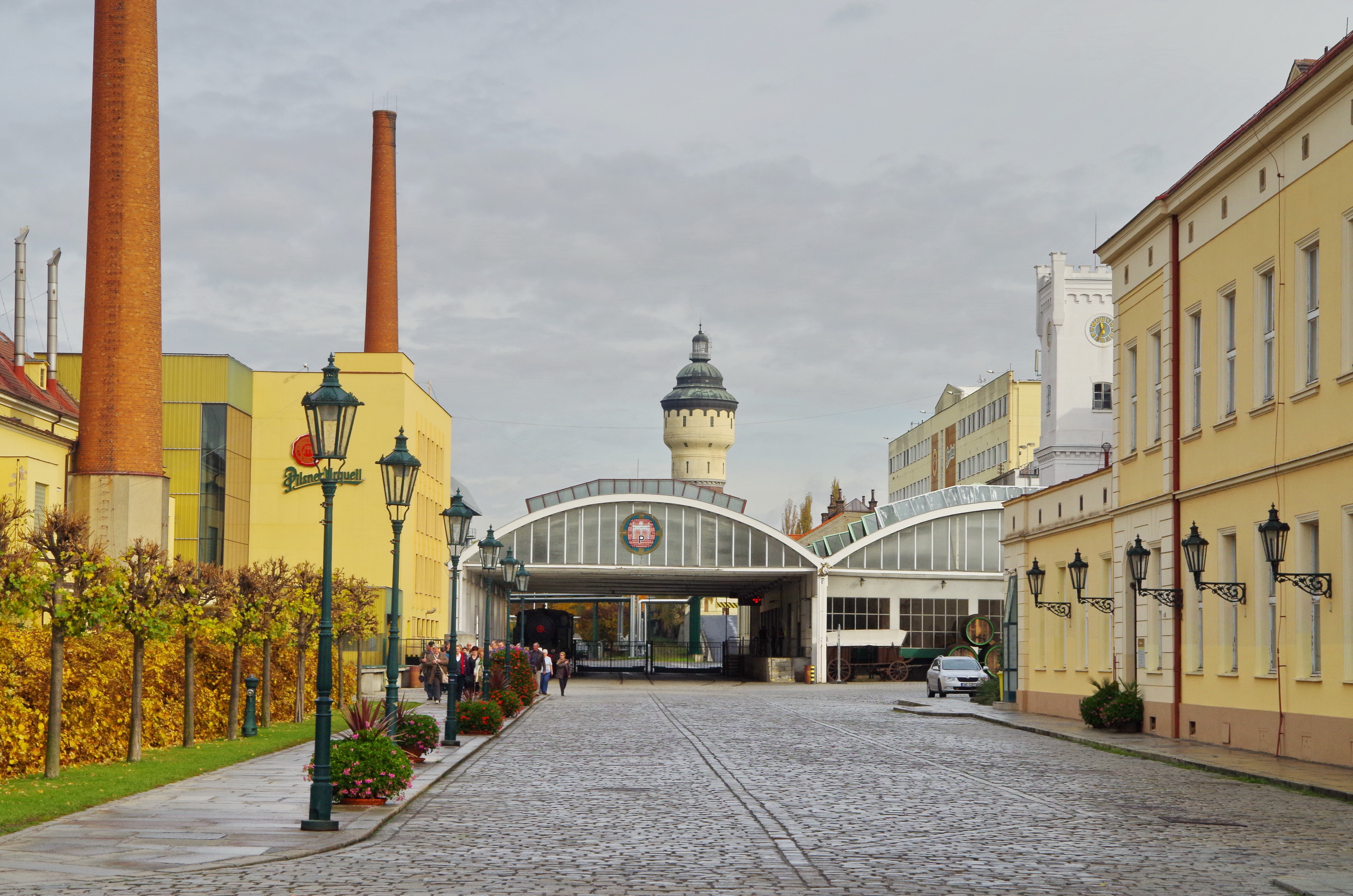
Měšťanský pivovar v Plzni (Plzeňský Prazdroj)

Narodil se ve Wolfsteinu, dnes součásti bavorského města Neumarkt v Horní Falci. Vyučil se pivovarnickému řemeslu, následně pracoval v různých pivovarech. Poté se odstěhoval do Plzně a nastoupil jako do Měšťanského pivovaru založeného roku 1842, kde jako první sládek působil Josef Groll. Po Grollově odchodu zpět do Bavorska roku 1850 se pak stal vrchním sládkem pivovaru. Zasadil se o pokračující prosperitu podniku a rozšíření výrobních kapacit. V prosinci 1863 pozval do Plzně sládka Josefa Bindera, který jej později vystřídal v pozici vrchního sládka.

### Úmrtí
Jakob Blöchl zemřel 26. června 1879 v Plzni ve věku 57 let a byl pochován na Mikulášském hřbitově. Po jeho zrušení roku 1901 byly jeho ostatky přeneseny do rodinné hrobky na Ústředním hřbitově v Plzni.

### Rodinný život
Blöchl se oženil s Alžbětou Baumannovou, dcerou majitele hostince v Doubravce u Plzně. Jejich dcera Anna-Klára se provdala za Bedřicha Jahnla, syna podnikatele, majitele mirošovských černouhelných dolů a majitele statků Františka Jahnla.